# Jozef Turanec
Jozef Turanec (7. března 1892 Sučany – 9. března 1957 věznice Leopoldov) byl generál slovenské armády během druhé světové války.

## Život
Navštěvoval gymnázium v Ružomberku, absolvoval osm semestrů na Právnické fakultě v Bratislavě. V roce 1919 vstoupil do Československé armády a následující rok skončil vojenskou vysokou školu. Účastník 1. svět. války. Od 1920 důstojník z povolání na více místech Slovenska, 1928 zpravodajský důstojník 10. pěší divize v Banské Bystrici. Po vzniku Slovenského státu prorežimně orientovaný příslušník slovenské armády, vystupoval proti SNP. Velel nejprve divizi v Ružomberku, Bratislavě a Trenčíně. Později nastoupil do funkce vojenského poradce branné výchovy Hlavního vojenského velitelství.
Od 1. srpna do 27. listopadu 1941 velel Rychlé divizi nasazené v SSSR. Díky úspěchům na frontě a svým vojenským kvalitám byl vyznamenán a povýšen na generála. V předvečer vypuknutí povstání na Slovensku byl jako oddaný přívrženec Tisovy vlády a nacistického Německa pověřen velením slovenské armádě a protipartyzánské činnosti. 29. srpna 1944 přiletěl na letiště Tri Duby (dnes letiště Sliač), kde byl na Golianův rozkaz zatčen a předán partyzánům. Ti jej spolu s Ferdinandem Čatlošem letecky transportovali do SSSR. Roku 1947 byl vrácen do Československa a Národním soudem odsouzen k trestu smrti. Výrok soudu však byl zanedlouho pozměněn na 30 let vězení. Jozef Turanec zemřel ve věznici Leopoldov ve výkonu trestu 9. března 1957.